# 113671 Sacromonte
113671 Sacromonte este o planetă minoră (asteroid), cu un diametru de 6,42 km, din centura de asteroizi. A fost descoperită pe 13 octombrie 2002 la osservatorio astronomico G.V. Schiaparelli⁠(d) de  și a fost numită după Sacro Monte di Varese⁠(d). 
Obiectul prezintă o orbită caracterizată de o semiaxă mare de 3,1717416787393 UAi, o excentricitate de 0,088451740083206, o înclinație de 6,3675407922075 ° în raport cu ecliptica.